# Blue Angel (álbum)
| Críticas profissionais | Críticas profissionais |
| Avaliações da crítica  | Avaliações da crítica  |
| Fonte                  | Avaliação              |
| ---------------------- | ---------------------- |
| All Music Guide        | link                   |

Blue Angel é o primeiro e único álbum da banda estadunidense de rockabilly Blue Angel, lançado em 1980. A banda trazia nos vocais a cantora Cyndi Lauper e o álbum é uma mistura de rockabilly e R&B, com covers de canções famosas.

## Faixas
Todas as canções escritas por Cyndi Lauper e John Turi, exceto onde indicado
1. "Maybe He'll Know" - 3:54
2. "I Had a Love" - 2:47
3. "Fade" - 2:54
4. "Anna Blue" - 3:57
5. "Can't Blame Me" - 2:37
6. "Late" (Lauper, Turi, Brovitz) - 2:53
7. "Cut Out" (Fowler, King, Mack) - 2:17
8. "Take a Chance" - 2:36
9. "Just the Other Day" - 2:42
10. "I'm Gonna Be Strong" (Barry Mann, Cynthia Weil) - 2:50
11. "Lorraine" - 3:44
12. "Everybody's Got an Angel" (Blue Angel, Gross) - 2:41